# Chirindia mpwapwaensis
Chirindia mpwapwaensis är en ödleart som beskrevs av  Arthur Loveridge 1932. Chirindia mpwapwaensis ingår i släktet Chirindia och familjen Amphisbaenidae. Inga underarter finns listade i Catalogue of Life.